# جایزه بازیگران سینمای اندونزی
جایزه بازیگران سینمای اندونزی (اندونزیایی: Indonesian Movie Actor Awards) با نام قدیمی جایزۀ سینمایی اندونزی نام یک جایزهٔ سینمایی است که به‌طور سالیانه به فیلم‌ها و بازیگران برتر سینمای اندونزی اعطا می‌شود.
این جایزه در سال ۲۰۰۷ میلادی برپا شده و برترین‌ها، در دو گروهِ «به انتخابِ داوران» و «به انتخابِ مردم» تعیین می‌شوند.